# Red Wing Shoes
Red Wing Shoes ist ein amerikanischer Schuhhersteller mit Sitz in Red Wing, Minnesota. Red Wing vertreibt seine Produkte in Nord- und Südamerika, Kanada, Europa und Japan. Die Einnahmen beliefen sich nach Unternehmensangaben von 1997 auf 293,1 Mio. US-Dollar.

## Firmengeschichte
Gegründet wurde das Unternehmen Red Wing Shoe Company 1905 von Charles H. Beckman (* 1856 in Elm, heute Bremervörde), einem 1873 in die USA eingewanderten Schuhmacher. Sein erstes Paar Schuhe verkaufte er für $1.75.
1915 produzierte das Unternehmen 200.000 Paar Schuhe jährlich. Es wurde zu einem wichtigen Lieferanten für die Schuhe der amerikanischen Soldaten im Ersten Weltkrieg. Seit 1921 leitete J.R. Sweasy das Unternehmen. Er führte es erfolgreich durch die wirtschaftlich schweren Zeiten der 1920er und 1930er Jahre. In dieser Zeit wurde der „Oil King Boot“ für die Arbeiter auf den Ölfeldern und ein „Brown Chief“ als Stiefel für Farmer entwickelt. Damit legte das Unternehmen den Grundstein für die Entwicklung von Arbeitsschuhen für spezifische Berufe.
Das Logo der Marke wurde 1925 entworfen. 1934 gingen Schuhe mit Stahlkappen in Produktion. Auch im Zweiten Weltkrieg belieferte Red Wing das amerikanische Militär. Allein für die Soldaten wurden 239 verschiedene Größen und Weiten produziert.
1960 wurde drei Kilometer von der ersten Fabrik entfernt eine zweite Produktionsstätte in Betrieb genommen. Das Unternehmen verfügt inzwischen auch über eine eigene Färberei und eine Gerberei. Im Laufe der folgenden Jahre entwickelte man neue Besohlungstechniken. Die Krepp-Sohle und die Kork-Innensohle blieben ein Markenzeichen des Labels.

## Produkte

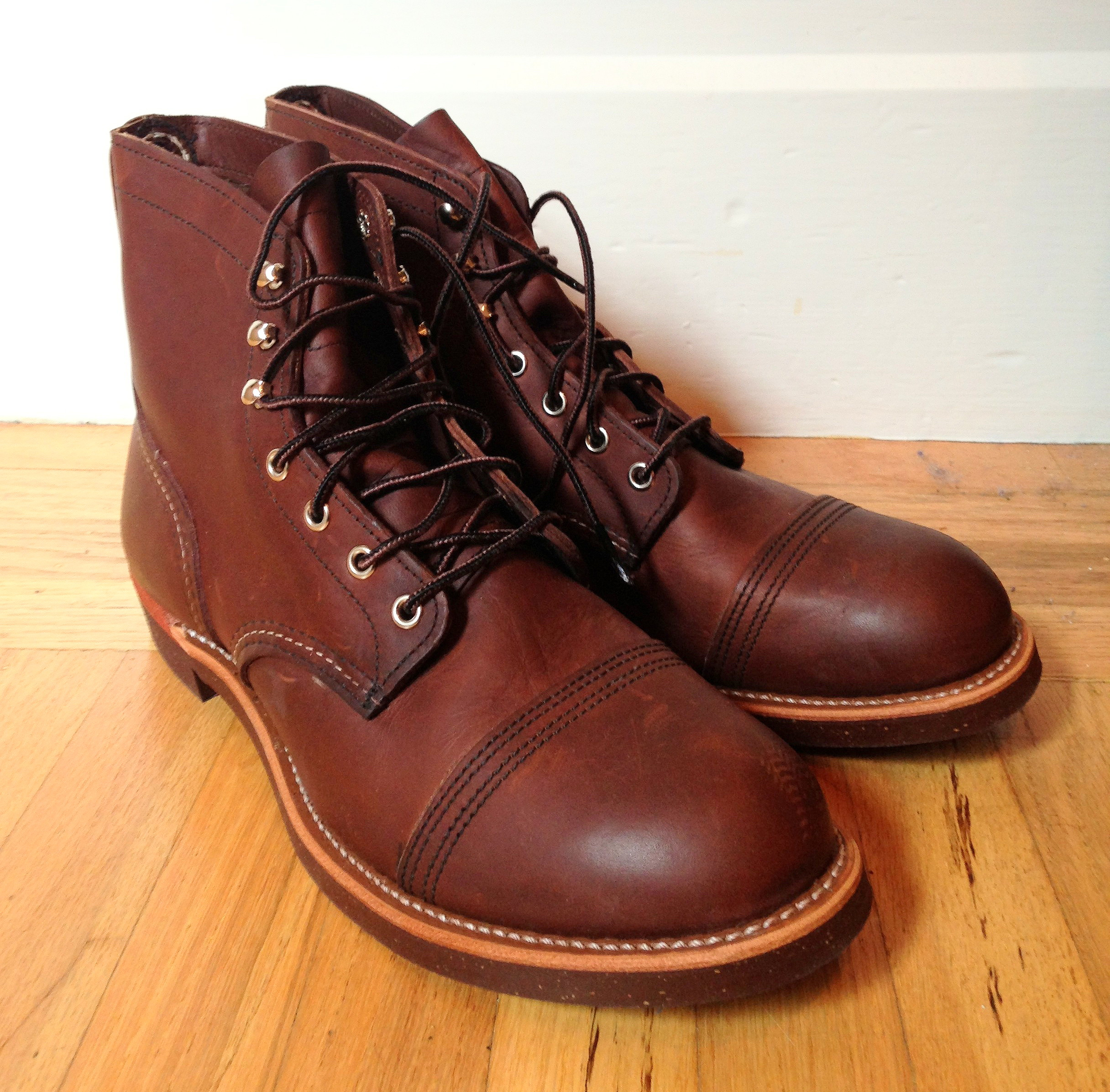
Red Wing „Iron Ranger“

Red Wing produziert überwiegend „schwere“ Schuhe, also Lederstiefel mit verschieden hohen Schäften, Berg- und Arbeitsschuhe. Letztere werden auch mit Stahlkappen oder besonders widerstandsfähiger Oberfläche angeboten. Das Obermaterial ist braunes oder schwarzes Leder. Geschlossene Halbschuhe runden das Angebot ab.